# Giganthias immaculatus
Giganthias immaculatus – gatunek ryby z rodziny strzępielowatych. 
Występowanie: północno-zachodni Ocean Spokojny – Wyspy Nansei i Tajwan.

## Opis
Osiąga do 42 cm długości i 1 kg wagi.

## Znaczenie gospodarcze
Gatunek poławiany gospodarczo.